# Ілля Святополк-Четвертинський
князь Ілля Святополк-Четвертинський — військовик, православний. Син белзького підкоморія Степана Святополк-Четвертинського та його дружини Анни з Бокіїв, старший брат Миколи. Представник лінії на Новій Четвертні. В 1623 році дуже юним почав військову службу. Брав участь в усіх кампаніях останніх літ королювання Сигізмунда ІІІ Вази, початках Владислава IV спочатку як товариш, потім як поручник, ротмістр коронної (реєстрової) козацької хоругви. Під час повстання Трясила був важко поранений при здобутті повстанського козацького табору під Переяславом. В 1635 році під час мобілізації військ проти шведів привів до табору власну хоругву кавалерії козацької. В 1638 році: після поразки козацького повстання був одним з комісарів, які 4 грудня 1638 року на Масловому Ставі остаточно закінчили реорганізацію реєстрового війська; посол сейму, обраний до Радомського трибуналу. Давав гроші православним церквам.
Помер 6 листопада 1640 року, був похований у православній церкві Любліна. Існувала епітафія йому латиною, а також «Казання погребове» Ігнатія Оксеновича-Старушича.